# Жеган и Блонда
«Жега́н и Бло́нда» (фр. Jehan et Blonde) — рыцарский роман Филиппа де Реми.

## Сюжет
Герой романа — бедный рыцарь Жеган. Отец героя полностью разорился в нескончаемых феодальных войнах. Он вынужден заложить и перезаложить всё своё имущество. К тому же у него на руках большая семья — четыре сына и две дочери. Старший Жеган отправляется «в люди». Прибыв в Англию, Жеган поступает на службу к графу Оксфордскому, где занимает достаточно низкий придворный пост — прислуживающего за столом сюзерена. Молодой человек влюбляется в графскую дочь Блонду, которая искренне отвечает на чувство юноши.
Любовники вынуждены бежать от преследующего их герцога Глостера, претендента на руку Блонды. Однако Жеган смог победить соперника, склонить на свою сторону французского короля, получить состояние, откупить свой наследственный фьеф, выдать замуж сестёр, пристроить на почётные придворные должности братьев, хорошо наградить слуг.